# Nová Ľubovňa
Nová Ľubovňa és un poble i municipi d'Eslovàquia. Es troba a la regió de Prešov, al nord del país.

## Història
La primera referència escrita de la vila data del 1308.

## Demografia
| Godina             | 1994 | 2004    | 2014   | 2024   |
| ------------------ | ---- | ------- | ------ | ------ |
| Nombre de persones | 2437 | 2738    | 2949   | 3032   |
| Diferència         |      | +12,35% | +7,70% | +2,81% |

| Godina             | 2023 | 2024   |
| ------------------ | ---- | ------ |
| Nombre de persones | 3012 | 3032   |
| Diferència         |      | +0,66% |

## Viles agermanades
- Zašová, República Txeca
- Łącko, Polònia
- Claußnitz, Alemanya